# فرودگاه کونفرسا
فرودگاه کونفرسا (به انگلیسی: Confresa Airport) (به زبان بومی: Aeroporto de Confresa) یک فرودگاه خصوصی و همگانی مسافربری با کد یاتا CFO است که یک باند فرود شن دارد و طول باند آن ۱۱۰۰ متر است. این فرودگاه در شهر Confresa کشور برزیل قرار دارد .

## شرکت‌های هواپیمایی و مقصدهای پروازی
| شرکت‌های هواپیمایی  | مقصدهای پروازی                               |
| ------------------ | -------------------------------------------- |
| ASTA Linhas Aéreas | Água Boa، مارشال روندو، سائو لیکس دو ارگوایا |